# Gísli
Gísli ist ein isländischer männlicher Vorname.

## Herkunft und Bedeutung
Gísli leitet sich von altnordisch gísl „Bürgschaft, Pfand“, „Geisel“ oder geisli „Strahl“, „Stange (Teil einer Stangenwaffe)“ ab.
Der Name gehört zu den 20 beliebtesten männlichen Vornamen in Island.

## Varianten
- Gislenus – lateinisch
- Gisle – norwegisch
- Gislo – lateinisch

## Namensträger
- Gísli, einer der Protagonisten in der Gísla saga
- Gísli Brynjúlfsson (1827–1888), isländischer Schriftsteller
- Gísli Örn Garðarsson (* 1973), isländischer Schauspieler
- Gísli Halldórsson (1927–1998), isländischer Schauspieler
- Gísli Darri Halldórsson (* 1978), isländischer Filmregisseur und Animator
- Gísli Jónsson (~1515–1587), Bischof von Skálholt auf Island
- Gísli Þorgeir Kristjánsson (* 1999), isländischer Handballspieler
- Gísli Oddsson (1593–1638), Bischof von Skálholt
- Gísli Pálsson (* 1949), isländischer Autor und Hochschullehrer